# 阿尔季区
阿尔季区（羅馬化：Artinskiy rayon）是俄罗斯斯维尔德洛夫斯克州的一个区，行政中心为市级镇阿尔季。该区2021年有人口27,121人；2010年人口29,624；2002年人口33,648；1989年人口39,279。